# Peter Simon Pallas

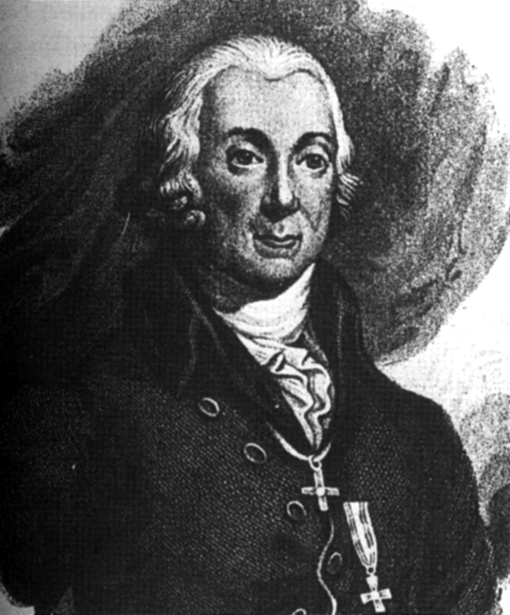
Peter Simon Pallas

Peter (Petrus) Simon Pallas (russisch Пётр Си́мон Палла́с, Pjótr Símon Pallás – * 22. September 1741 in Berlin; † 8. September 1811 ebenda) war ein deutscher, preußischer Naturforscher, Geograph und Entdeckungsreisender. Er wurde 1767 zum ordentlichen Mitglied der Akademie der Wissenschaften in Sankt Petersburg ernannt und unternahm 1768–1774 und 1793/1794, gefördert durch die Zarin Katharina II., Expeditionen durch Sibirien und das südliche Russische Reich. Sein offizielles botanisches Autorenkürzel lautet „Pall.“

## Leben

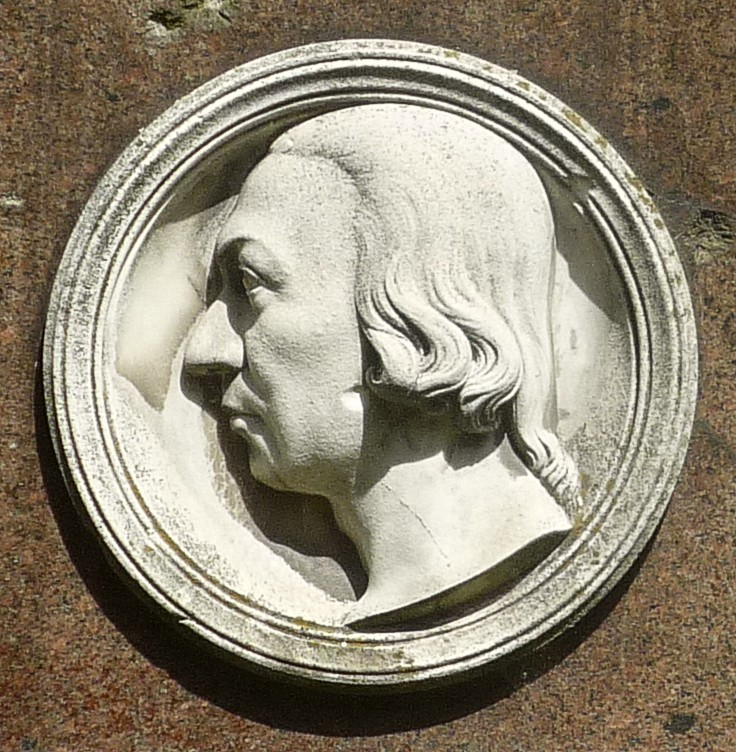
Porträtmedaillon auf dem Grabstein

Peter Simon Pallas war der Sohn von Simon Pallas (1694–1770), einem Chirurgen am Collegium medico-chirurgicum und erstem Wundarzt der Charité. Er war sprachbegabt und beherrschte Latein, Griechisch, Englisch, Französisch, in späteren Jahren auch Russisch und Tatarisch. Mit 13 Jahren besuchte er Vorlesungen am Collegium medico-chirurgicum, wo er mit 17 Jahren die anatomische Prüfung ablegte.
Weitere Studien führten ihn an die Universität Halle und die Universität Göttingen. Hier nahm er an Vorlesungen in Mathematik und Physik teil. 1760 wurde er an der Universität Leiden mit der Schrift De infestis viventibus intra viventia (Über die Eingeweidewürmer) promoviert. In dieser Arbeit zur Parasitologie der Eingeweidewürmer ging er davon aus, dass die Würmer aus Parasiteneiern entstünden. Trotz mehrerer Veröffentlichungen in der Zoologie gelang es ihm nicht, eine Anstellung als Naturforscher zu finden.
Auf Wunsch seines Vaters sollte er als praktischer Arzt im Siebenjährigen Krieg dienen, doch der Krieg endete vor seiner Einberufung. Deshalb ging er für drei Jahre nach Holland, wo er sich der Ordnung und Beschreibung von Naturaliensammlungen widmete.
Mit 23 Jahren wurde Peter Simon Pallas zum Mitglied der Royal Society gewählt. Im Jahr 1764 wurde er in die Leopoldina aufgenommen. 1777 wurde er zum auswärtigen Mitglied der Göttinger Akademie der Wissenschaften, 1784 zum Mitglied der Royal Society of Edinburgh und 1790 der Académie des sciences in Paris gewählt.

### Professur im Russischen Reich
Nach weiterem Drängen des Vaters kehrte er 1767 nach Berlin zurück und erhielt dort die Mitgliedschaft an der Russisch-Kaiserlichen Akademie der Wissenschaften durch Jacob von Staehlin. Dies brachte ihm einen Konflikt mit seinem Vater ein, jedoch folgte er dem Angebot und erhielt eine Professur für Naturgeschichte in St. Petersburg.

#### Reise durch verschiedene Provinzen des Russischen Reichs
Am 30. April 1767 wurde ihm die Vorbereitung und Leitung einer von fünf Akademie-Expeditionen anvertraut. Diese fand von 1768 bis 1774 statt und führte ihn vom mittleren Ural über Westsibirien zur Kaspischen Senke. Weitere Teilnehmer waren Iwan Bykow, Nikolai Petrowitsch Rytschkow, Nikita Petrowitsch Sokolow sowie Johann Peter Falck und Johann Gottlieb Georgi.

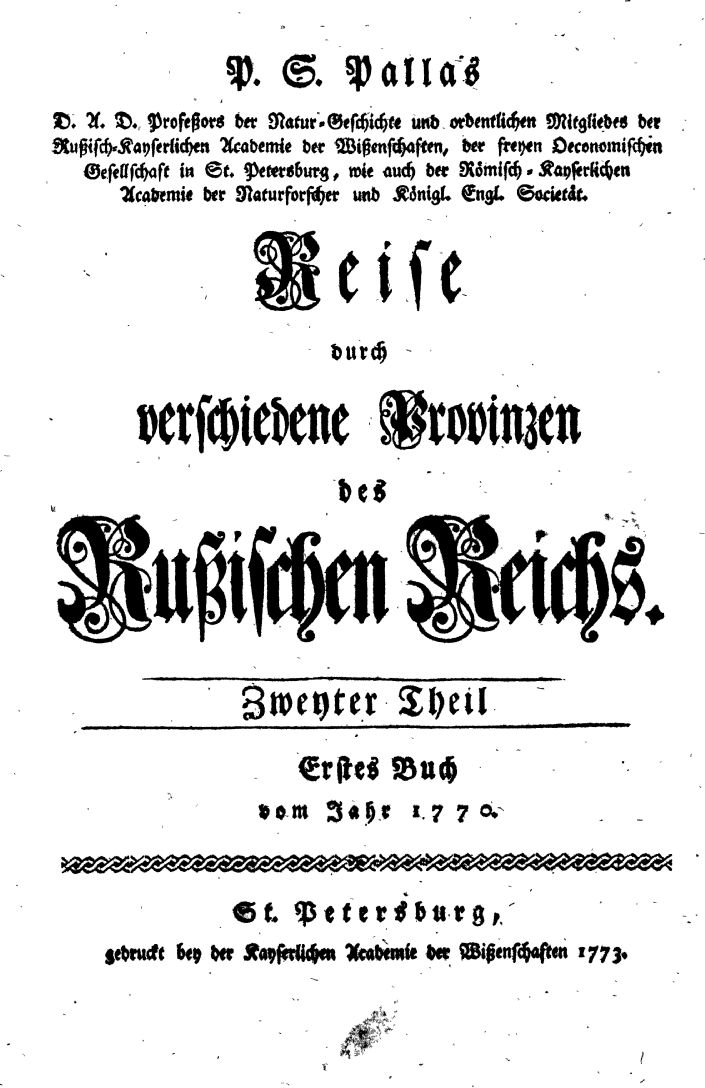
Reise durch verschiedene Provinzen des Rußischen Reichs (Titelseite eines Bandes)

Kaiserin Katharina II. erhoffte sich eine Verbesserung des Ansehens Russlands, daher wurden die Reiseberichte schon während der Expedition vorbereitet. Die erste Auflage erschien als Reise durch verschiedene Provinzen des Russischen Reichs zwischen 1771 und 1776 in drei Bänden mit einem Umfang von insgesamt 2000 Seiten. Durch die rasche Verbreitung wurden mehrere Auflagen und Nachdrucke angefertigt; sie fanden vor allem Verbreitung außerhalb Russlands. Pallas wurde so schlagartig in der wissenschaftlichen Welt und in den Herrscherhäusern überaus bekannt.
Danach stand die Auswertung der Expeditionsdaten und Sammlungen im Mittelpunkt seiner Arbeit. Dies brachte eine Fülle von Veröffentlichungen hervor.

#### Reise in die südlichen Statthalterschaften des Russischen Reichs

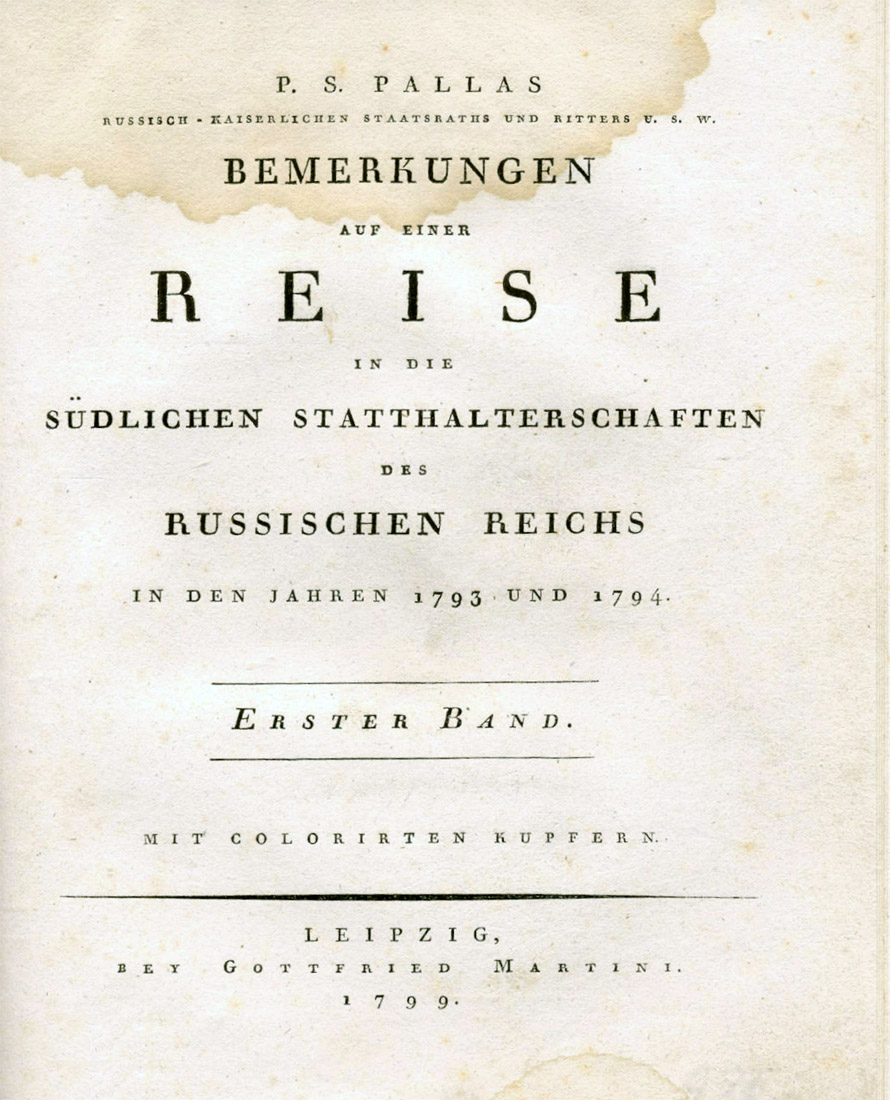
1799 erschienener Reisebericht, illustriert mit Radierungen von Christian Gottfried Heinrich Geißler

Später finanzierte er eine eigene Expedition, die ihn nach Südrussland und auf die Krim führte. Dies erweckte in ihm den Wunsch, dort zu leben, was ihm durch Landgeschenke der Zarin auch erfüllt wurde. Der Aufenthalt stellte sich jedoch als problematisch heraus, da seine Kräfte durch Rechtsstreitigkeiten, Krankheiten und schlechte Witterungen in den Jahren 1795 bis 1810 aufgezehrt wurden. Er brach den Kontakt zu St. Petersburg ab, so dass er zwar weiterhin Forschungen betrieb, diese jedoch nur verzögert weitergeleitet wurden. In Leipzig erschien 1799 und 1801 ein zweibändiger Reisebericht, der zahlreiche Vorschläge und praktische Anleitungen an die Statthalter in Neurussland und an der Krim enthielt, die teilweise umgesetzt wurden. Sein Reisebericht beeinflusste maßgeblich das Bild des Schwarzmeerraumes in Europa, das zuvor von antiken Texten wie Ovids Epistolae ex Ponto und Heiligenlegenden geprägt gewesen war.

### Forschungen nach 1808
Die Bayerische Akademie der Wissenschaften nahm Pallas 1808 als auswärtiges Mitglied auf.

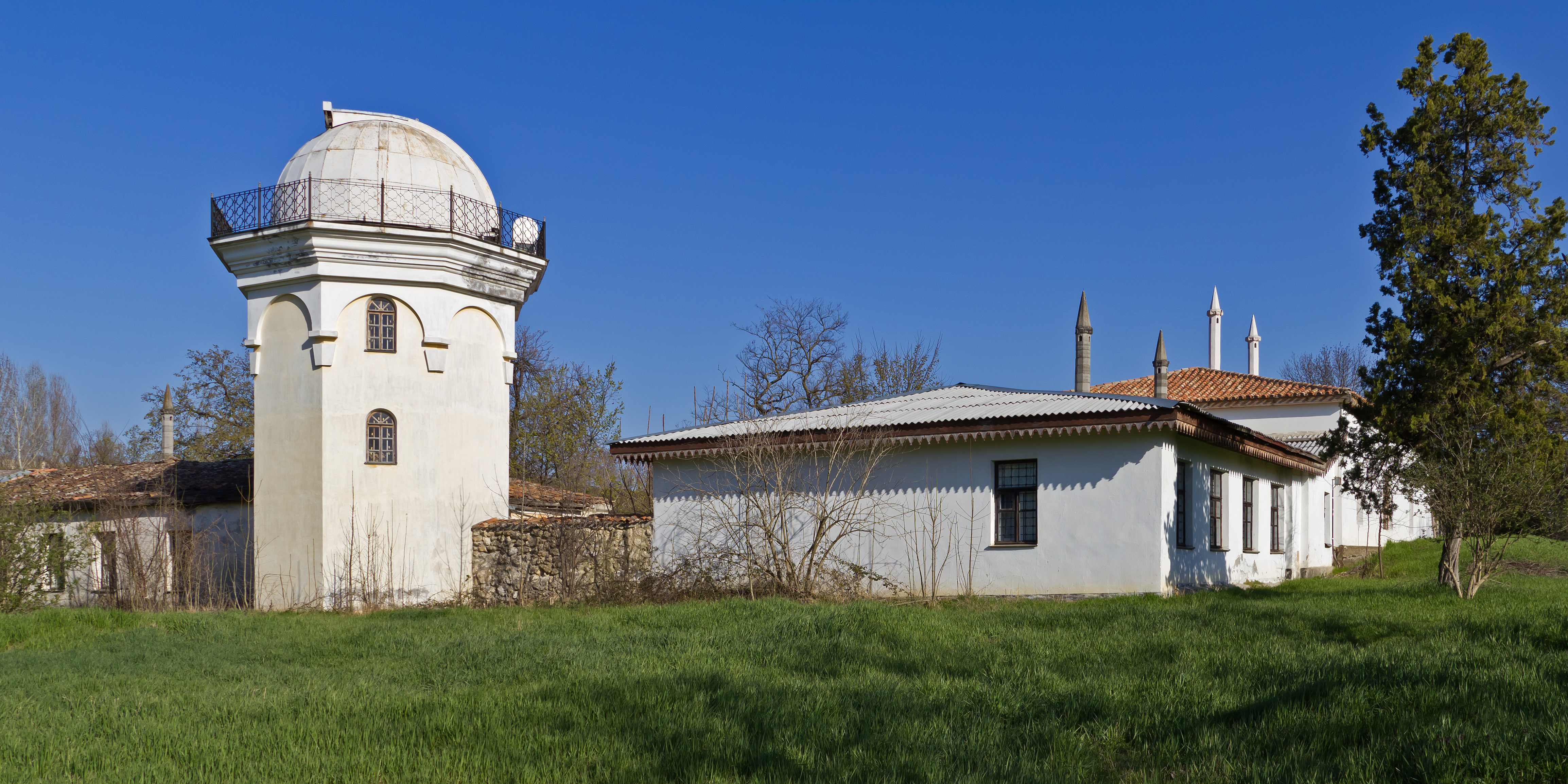
Pallas’ Haus in Simferopol, Krim. Park „Salgirka“.

Um die Arbeiten an der Zoographia Rosso-Asiatica zu beenden und um die Fertigstellung der Zeichnungen und Druckplatten zu beschleunigen, trennte sich Pallas von seiner Frau und kehrte 1810 mit seinem Enkel und seiner verwitweten Tochter nach Berlin zu seinem Bruder August Friedrich Pallas zurück. Nur wenige Monate später verstarb er dort kurz vor seinem 70. Geburtstag nach intensiver Arbeit an der Zoographia Rosso-Asiatica.

### Grab

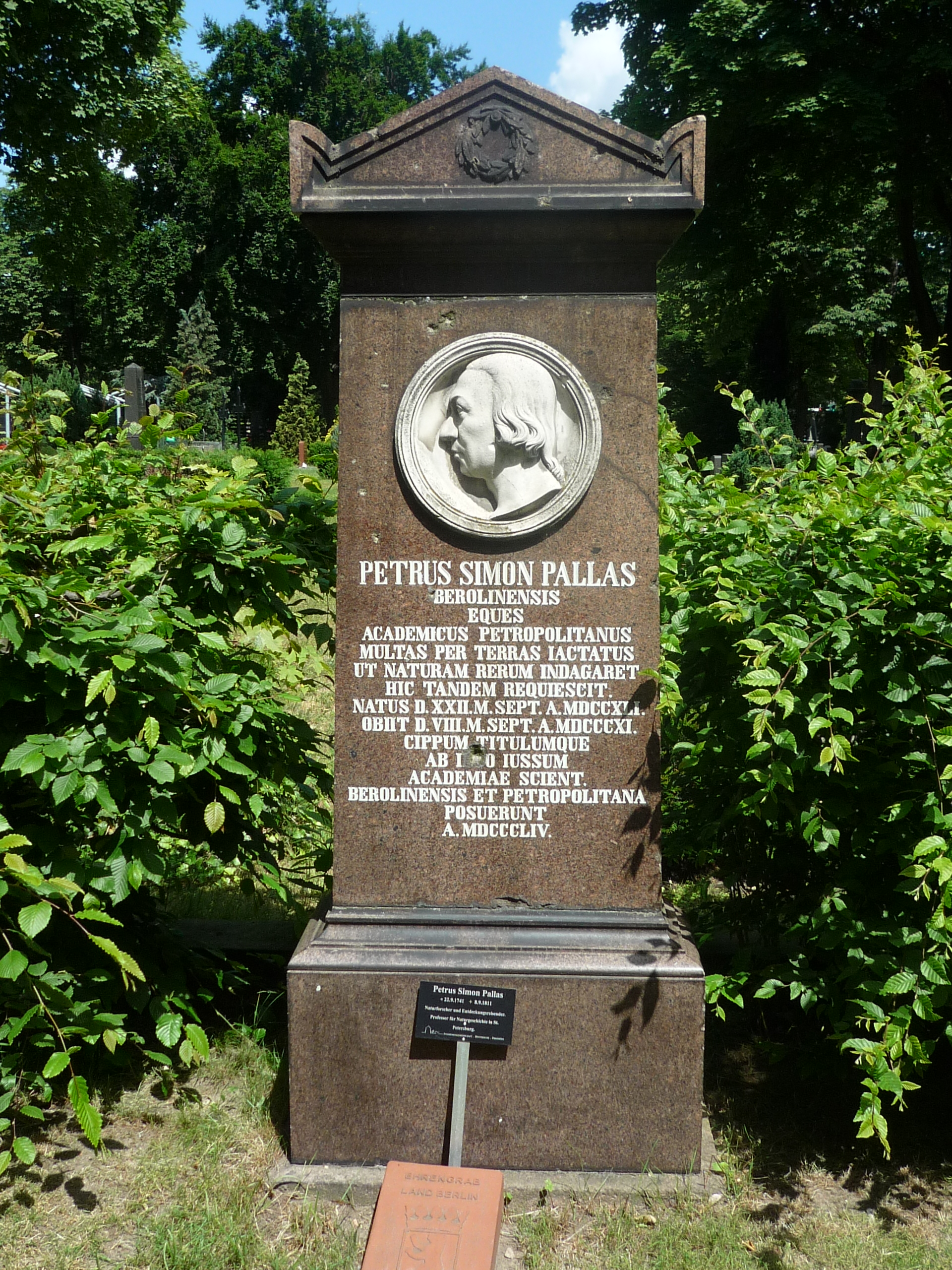
Grab von Pallas in Berlin-Kreuzberg

Peter Simon Pallas wurde auf dem Friedhof I der Gemeinde Jerusalems- und Neue Kirche vor dem Halleschen Tor beigesetzt.
Auf Beschluss des Berliner Senats ist die letzte Ruhestätte von Pallas (Grabstelle 111-HW-11) seit 1984 als Berliner Ehrengrab gewidmet. Die Widmung wurde im Jahr 2005 um die übliche Frist von zwanzig Jahren verlängert.

### Inschrift auf dem Grabstein
Die eigentliche Grabschrift wurde von Pallas selbst angegeben. Die vollständige Inschrift lautet (mit deutscher Übersetzung):
| Petrus Simon Pallas / Berolinensis / Eques / Academicus Petropolitanus / multas per terras iactatus / ut naturam rerum indagaret / hic tandem requiescit. / Natus D. XXII. M. Sept. A. MDCCXLI. / Obiit D. VIII. M. Sept. A. MDCCCXI. / Cippum titulumque / ab i[ll]o iussum / Academiae Scient[iarum] / Berolinensis et Petropolitana / posuerunt / A. MDCCCLIV. | Peter Simon Pallas, Berliner Edler, St. Petersburger Akademikus, durch viele Länder gereist, um die Natur zu erforschen, fand hier seine letzte Ruhestätte. Geboren 22. Sept. 1741, gestorben 8. Sept. 1811. Den Grabstein und die von ihm selbst bestellte Inschrift haben die Akademien der Wissenschaften zu Berlin und zu St. Petersburg aufgestellt im Jahre 1854. |

## Pallasite
Neben den botanischen, zoologischen, geologischen, geographischen und ethnologischen Forschungsergebnissen berichtet er in seinen Expeditions-Aufzeichnungen auch über eine große Masse von „gediegnen Eisen“ (Originalzitat aus PALLAS 1771–1776: Reiseberichte III, S. 411), von der ihm die Einheimischen erzählten, dass sie im Jahre 1749 beim sibirischen Dorf Ubeisk südlich Krasnojarsk vom Himmel gefallen sei. Der anfangs auch als „Pallas-Eisen“ bezeichnete, später dann als Meteorit anerkannte Sensationsfund spielte eine bedeutende Rolle in dem 1794 erschienenen Buch des Naturwissenschaftlers Ernst F. F. Chladni, der sich damals intensiv mit der Entstehung derartiger „Eisenmassen“ befasste. Heute offiziell „Krasnojarsk“ genannt, stellt dieser historische Meteorit den „Prototyp“ der Pallasite dar, einer nach P. S. Pallas benannten Untergruppe der Stein-Eisen-Meteorite.

## Ehrungen
Ihm zu Ehren wurden der Mondkrater Pallas, der Asteroid (21087) Petsimpallas, die Gattung Pallasia Scop. aus der Pflanzenfamilie der Süßgräser (Poaceae), die Stadt Pallassowka in Russland und die Pallasstraße mit dem Pallasseum in Berlin-Schöneberg nach ihm benannt. Auch die Pflanzengattungen Petrosimonia Bunge aus der Familie der Fuchsschwanzgewächse (Amaranthaceae) und Neopallasia Poljakov aus der Familie der Korbblütler (Asteraceae) sind ihm zu Ehren benannt worden.

## Werke
Reisewerke

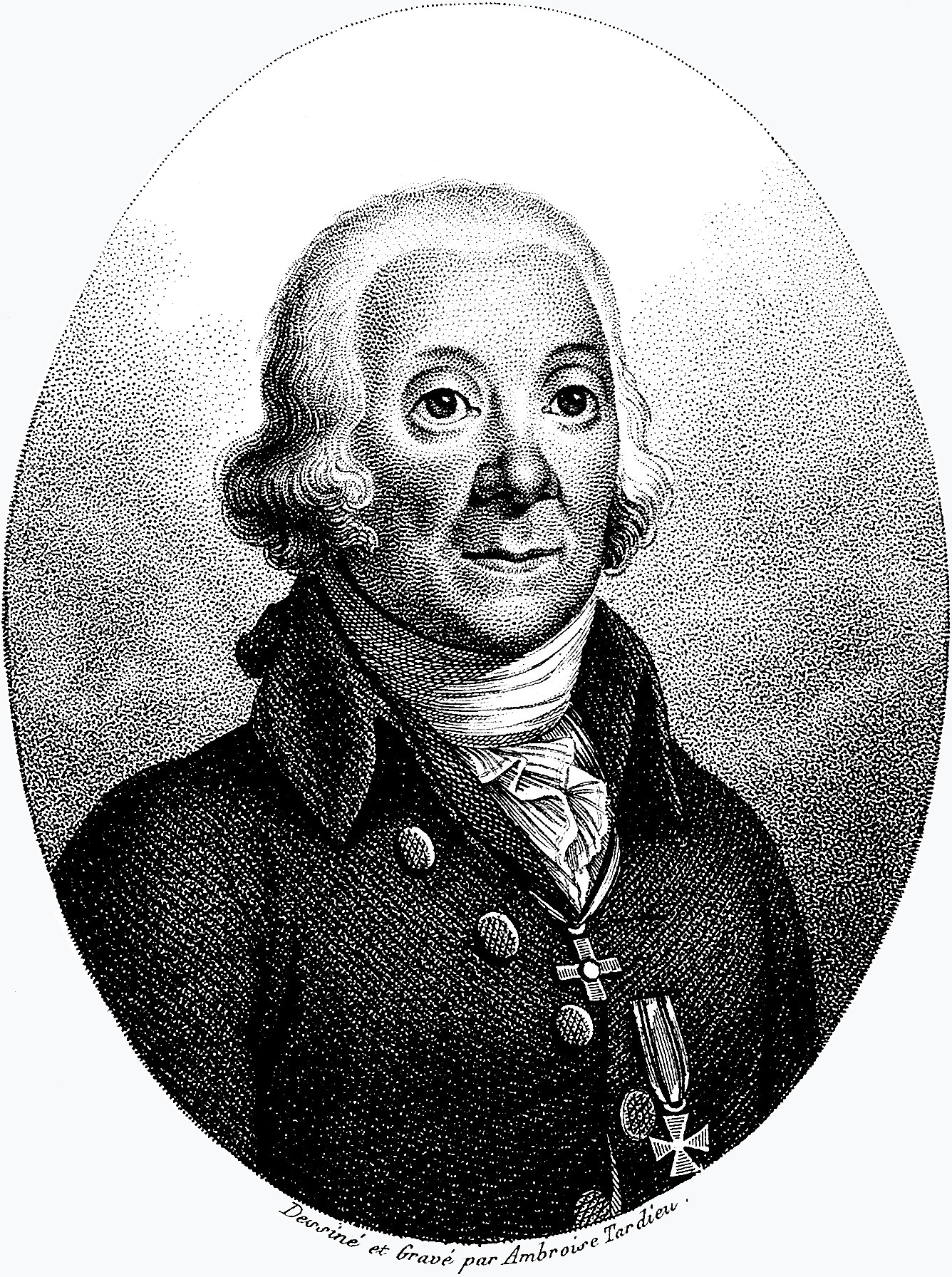
Peter Simon Pallas

- Reise durch verschiedene Provinzen des Russischen Reichs. St. Petersburg 1771–1801. (Digitalisate einzelner Bände)

(Bearbeitung) Reise durch verschiedene Provinzen des Russischen Reichs. Hrsg. u. Bearb. d. Textes von Marion Lauch. Reclam, Leipzig 1987 (Reclams Universal-Bibliothek; Bd. 1182)
- Bemerkungen auf einer Reise in die südlichen Statthalterschaften des Russischen Reichs, in den Jahren 1793 und 1794. Martini, Leipzig 1799–1803. doi:10.5962/bhl.title.48470 doi:10.5962/bhl.title.48469

weitere
- Elenchus zoophytorum, sistens generum adumbrationes generaliores et specierum cognitarum succinctas descriptiones, cum selectis auctorum synonymis. van Cleef, Den Haag 1766. doi:10.5962/bhl.title.6595
- Miscellanea zoologica, quibus novæ imprimis atque obscuræ animalum species describuntur et observationibus iconibusque illustrantur. Den Haag 1766.
- Spicilegia zoologica. Berlin 1767–1780. doi:10.5962/bhl.title.39832
- Lyst der Plant-Dieren, bevattende de algemeene schetzen der geslachten en korte beschryvingen der bekende zoorten. van Paddenburg & van Schoonhoven, Utrecht 1768.
- Naturgeschichte merkwürdiger Thiere. Berlin 1769–1778.
- Dierkundig mengelwerk, in het welke de nieuwe of nog duistere zoorten van dieren, door naauwkeurige afbeeldingen, beschryvingen en verhandelingen opgehelderd worden. van Paddenburg & van Schoonhoven, Utrecht 1770. doi:10.5962/bhl.title.46936
- Continens quadrupedium, avium, amphibiorum, piscium, insectorum, molluscorum aliorumque marinorum fasciculos decem. Berlin 1774.
- Sammlungen historischer Nachrichten über die mongolischen Völkerschaften. St. Petersburg, Frankfurt, Leipzig 1776–1801. (Digitalisat)
- Betrachtungen über die Beschaffenheit der Gebürge und Veränderungen der Erdkugel, besonders in Beziehung auf das Rußische Reich. Hartknoch, Frankfurt 1778.
- Miscellanea zoologica. Leiden 1778.
- Novae species quadrupedum e glirium ordine, cum illustrationibus variis complurium ex hoc ordine animalium. Walther, Erlangen 1778. doi:10.5962/bhl.title.15686
- Natuurlyke historie van nieuwe en nog weinig bekende soorten van dieren. van Esveldt & Holtrop, Amsterdam 1779.
- Observations sur la formation des montagnes et les changements arrivés au globe. Segaud, St. Petersburg 1779.
- Enumeratio plantarum in horto Procopii a Demidof. St. Petersburg 1781.
- Tagebuch zwoer Reisen, welche in den Jahren 1727, 1728 und 1736 von Kjachta und Zuruchaitu durch die Mongoley nach Peking gethan worden von Lorenz Lange … Mitgetheilt durch Prof. Pallas Leipzig, bey Johann Zacharias Logan, Buchhändlern in St. Petersburg. (books.google.de)
- Icones Insectorum praesertim Rossicae, Sibiriaeque peculiarium. Walther, Erlangen 1781–1798. doi:10.5962/bhl.title.15809
- Nordische Beyträge zur physikalischen und geographischen Erd- und Völkerbeschreibung, Naturgeschichte und Oekonomie. Logan, St. Petersburg 1781–1796. (3. Band books.google.de) doi:10.5962/bhl.title.48495 doi:10.5962/bhl.title.48496 doi:10.5962/bhl.title.48498 doi:10.5962/bhl.title.48400 doi:10.5962/bhl.title.48493 doi:10.5962/bhl.title.48494
- Observations sur la formation des montagnes et les changemens arrivès à notre globe. Méquignon, St. Petersburg 1782.
- Flora Rossica seu Stirpium Imperii Rossici per Europam et Asiam, indigenarum descriptiones et icones. Weitbrecht, St. Petersburg 1784–1788. (Digitalisat)
- Linguarum totius orbis vocabularia comparativa / Сравнительные словари всех языков и наречий, собранные десницею всевысочайшей особы. St. Petersburg 1786/87, 1789.
- Путешествие по разным местам Российского государства. St. Petersburg 1786–1809.
- Charakteristik der Thierpflanzen, worin von den Gattungen derselben allgemeine Entwürfe und von denen dazugehörigen Arten kurze Beschreibungen gegeben werden, nebst den vornehmsten Synonymen der Schriftsteller. Rasp, Nürnberg 1787.
- Voyages de M. P. S. Pallas en différentes provinces de l’empire de Russie, et dans l’Asie septentrionale. Maradan, Paris 1788–1793.
- Flora Rossica. Frankfurt 1789/90.
- Voyages en Sibérie, extraits des journaux de divers savans voyageurs. Bern 1791.
- An account of the different kinds of sheep found in the Russian dominions and among the Tartar hordes of Asia. Chapman, Edinburgh 1794.
- Voyages du Professeur Pallas dans plusieurs provinces de l’empire de Russie et dans l’Asie septentrionale. Maradan, Paris 1794.
- Краткое физическое и топографическое описание Таврической области. 1795.
- Tableau physique et topographique de la Tauride. St. Petersburg 1795.
- Physikalisch-topographisches Gemählde von Taurien. Logan, St. Petersburg 1796.
- Tagebuch einer Reise, die im Jahr 1781 von der Gränzfestung Mosdok nach dem innern Caucasus unternommen worden. Logan, St. Petersburg 1797.
- Plantae novae ex herbario et schedis defuncti Botanici Ioanni Sievers, Hannoverani, descriptae, Nova acta Academiae Scientiarum Imperialis Petropolitanae, Petropoli (St. Petersburg) 1797
- Observations faites dans un voyage entrepris dans les gouvernements méridionaux de l’empire de Russie, dans les années 1793 et 1794. Martini, Leipzig 1799–1801.
- Species astragalorum. Martini, Leipzig 1800. doi:10.5962/bhl.title.46625
- Observations faites dans un Voyage entrepris dans les Gouvernements méridionaux de l’Empire de Russie dand les années 1793 et 1794, traduit de l’allemand. Godefroi Martini, Leipzig 1801.
- Travels through the southern provinces of the Russian empire, in the years 1793 and 1794 : in 2 vol.; with many coloured vignettes, plates, and maps. Longman and Rees, London (urn:nbn:de:hbz:061:1-76724 – Universitäts- und Landesbibliothek Düsseldorf)
  - 1 (1802).
  - 2 (1803).
- Illustrationes plantarum imperfecte vel nondum cognitarum. Leipzig 1803.
- Travels through the southern provinces of the Russian empire, performed in the years 1793 and 1794. Ridgway & McMillan, London 1803.
- Voyages entrepris dans les gouvernemens méridionaux de l’empire de Russie. Paris 1805.
- Physikalisch-topographisches Gemälde von Taurien. Leipzig 1806.
- Description du Tibet, d’après la Relation des Lamas Tangoutes, établis parmi les Mongols. Bossange, Masson & Besson, Paris 1808.
- Animalia monocardia seu Frigidi sanguinis imperii Rosso Asiatici. 1811.
- Travels through the southern provinces of the Russian empire, in the years 1793 and 1794. Stockdale, London 1812.
- Viaggi del signor Pallas in diverse province dell’imperio Russo sino ai confini della China. Sonzogno, Mailand 1816.
- Zoographia Rosso-Asiatica, sistens omnium animalium in extenso Imperio Rossico et adiacentibus maribus observatorum recensionem, domicilia, mores et descriptiones anatomen atque icones plurimorum. St. Petersburg 1831. doi:10.5962/bhl.title.42222